# R. A. Awoonor-Williams
R. A. Awoonor-Williams (auch Francis Awoonor Williams genannt) war ein ghanaischer Politiker und Jurist.

## Leben
Awoonor Williams’ Vorfahren stammten aus dem heutigen Sierra Leone, die in die britische Kolonie Goldküste gesiedelt waren. Der Stammvater der Familie ließ sich in Keta nieder und heiratete in eine Familie der Anlo Ewe ein. Aus der Verballhornung des Ethniennamens durch die Akan und Europäer in „Awuna“ entstand anglisiert „Awoonor“. Francis Awoonor Williams heiratete Nora Rosemond Bannerman, eine Frau aus dem Volk der Fante, und übte in Sekondi seinen juristischen Beruf aus. Sein Sohn George Brigars Williams (1929–2016) war ein bekannter Schauspieler.
Am 4. August 1947 wurde Awoonor Williams Mitbegründer der United Gold Coast Convention (UGCC), der ersten Partei der Goldküste. Als solcher gilt er als Verfechter der Unabhängigkeit Ghanas und als Gründungsvater des Landes. Er war in der UGCC unter Paa Grant für die Verwaltung der Parteifinanzen verantwortlich. Nachdem Kwame Nkrumah, der spätere Premierminister und Präsident Ghanas die UGCC verlassen und im Juni 1949 die Convention People’s Party (CPP) gegründet hatte, wurde Awoonor Williams zu einem wichtigen Vertreter der ghanaischen Opposition.
Die Verfassungen Ghanas von 1969, 1972 und 1992 lassen in Teilen die Handschrift der UGCC-Gründer erkennen.